# 43a cerimònia dels Premis César
La 43a cerimònia dels Premis César — també coneguts com Nuit des César — que premiava les pel·lícules estrenades el 2017, va tenir lloc el 24 i 25 de febrer de 2018 a la Salle Pleyel. Aquesta edició es va retransmetre en directe i sense xifrar a Canal+. La cerimònia va ser seguida per 2.07 milions d'espectadors. Això correspon al 11,4% de l'audiència.

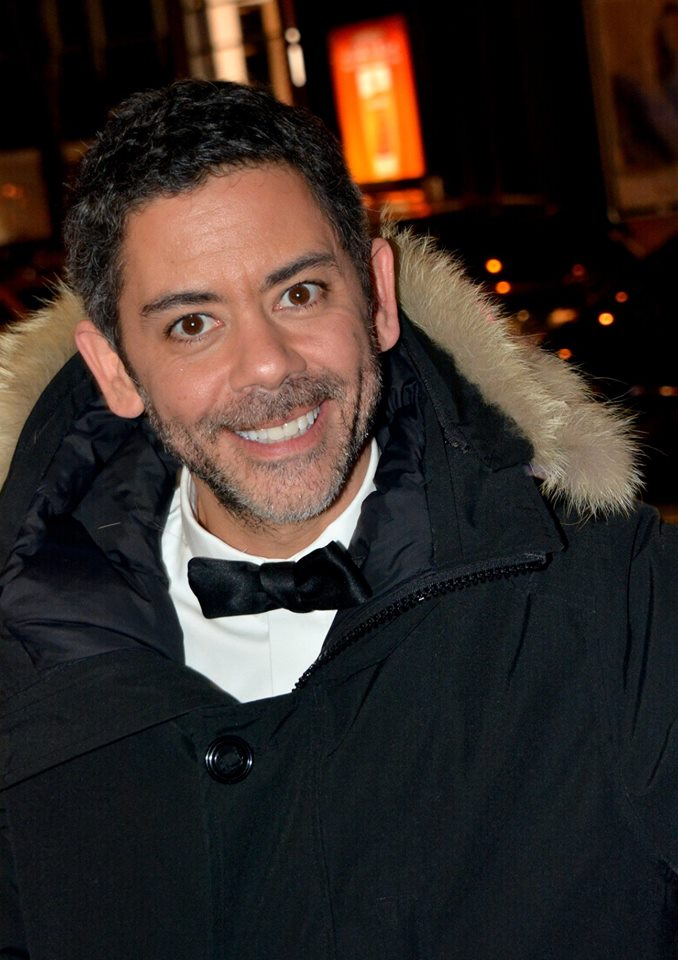
Manu Payet, presentador

Va ser presidida per Vanessa Paradis i presentada per Manu Payet. Aquest vespre ret homenatge a Jeanne Moreau, que apareix al cartell oficial de la cerimònia.

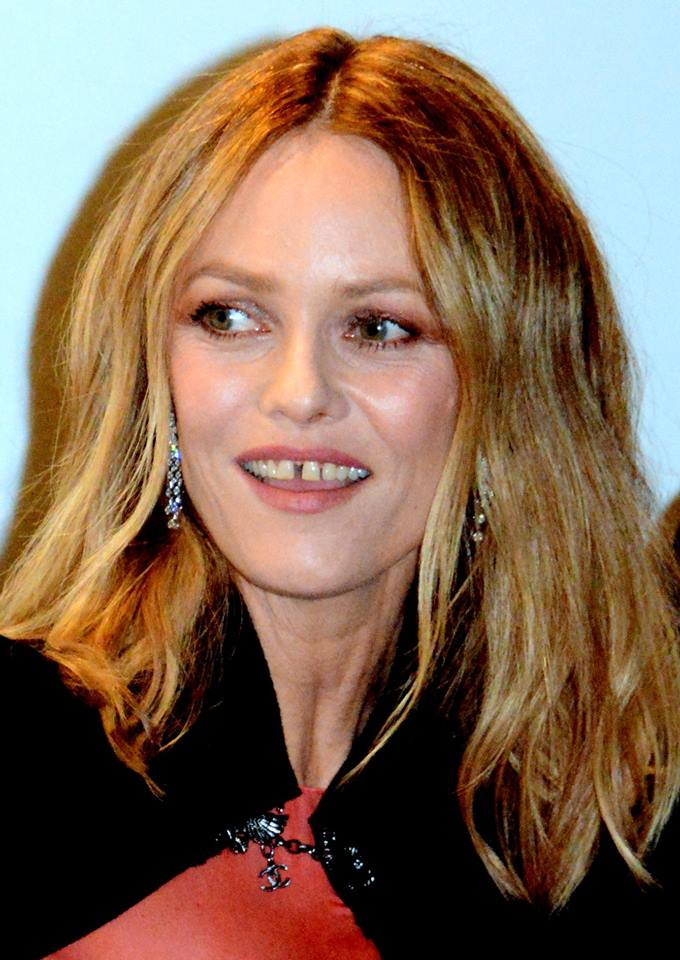
Vanessa Paradis, mestressa de cerimònies

En aquesta ocasió, l'Acadèmia atorga per primera vegada el Cèsar del Públic que premia la pel·lícula francesa amb més entrades a les sales l'any 2017 i durant les dues primeres mesos de 2018, sabent que les puntuacions s'acabaran el 27 de febrer. Aquesta distinció respon a la necessitat de premiar el cinema còmic francès, que segueix sent el gènere més popular a França.

## Presentadors i ponents
Per ordre d'aparició.
- Manu Payet, mestre de cerimònies
- Vanessa Paradis, presidenta de la cerimònia

- Juliette Binoche, per la presentació del César a l'actor més prometedor
- Esquetx d'Alice Belaïdi, Arié Elmaleh i Manu Payet
- Alice Belaïdi i Arié Elmaleh, per la presentació del César a la millor fotografia i el César al millor so
- Blanche Gardin, per l'entrega del César a l'actriu més prometedora
- Guillaume Canet, per homenatge a Jean Rochefort, després homenatge a Claude Rich, Gisèle Casadesus, France Gall i als desapareguts de l'any
- Pascal Elbé i Vincent Elbaz, per la presentació del César al millor disseny i el César al millor muntatge
- Géraldine Nakache, pel premi César al millor curtmetratge
- Eddy Mitchell, per la presentació del César a la millor música original
- Noomi Rapace i Lucien Jean-Baptiste, pel premi César al millor guió original
- Line Renaud, per a la presentació del públic César
- Homenatge a Johnny Hallyday, Mireille Darc i als que van morir de l'any
- Aure Atika, per la presentació del César al millor vestuari
- Manu Payet, per la presentació del César al millor curtmetratge d'animació i el César al millor llargmetratge d'animació
- Marion Cotillard i Pedro Almodóvar, per l'entrega del César Honorífic a Penélope Cruz
- Golshifteh Farahani, per la presentació del César a la millor primera pel·lícula
- Esquetx de Monsieur Octopus
- Laurence Arné i François-Xavier Demaison, pel César al millor actor secundari
- Esquetx de Manu Payet
- Stéphane De Groodt i Olga Kurylenko, per la presentació del César a la millor adaptació
- Sophie Marceau i Pierre Richard, pel César a la millor pel·lícula estrangera
- Esquetx de Manu Payet
- Laura Smet, pel César a la millor actriu secundària
- Elsa Zylberstein, pel César al millor documental
- Isabelle Huppert, per la presentació del César al millor actor
- Homenatge a Danielle Darrieux, Victor Lanoux i als morts de l'any
- Dany Boon, per la presentació del César al millor director
- Lambert Wilson, per la presentació del César a la millor actriu
- Vanessa Paradis, per la presentació del César a la millor pel·lícula

## Desenvolupament
La primera ronda de votacions comença el 2 de gener i les nominacions s'anuncien el 31 de gener de 2018.
La pel·lçicuoa 120 Battements par minute de Robin Campillo marca aquesta cerimònia guanyant sis premis de tretze nominacions (millor pel·lícula, millor actor revelació, millor muntatge, millor guió original, millor música) però també pel discurs polític de Robin Campillo, sobre la situació dels immigrants, així com de Jeanne Balibar, premi a la millor actriu per Barbara, sobre la violència contra les dones. Molts dels 1.700 assistents portavem un llaç blanc com a protesta per la violència contra les dones, entre d'altres la mateixa Vanessa Paradis.

## Guanyadors i nominats
Els guanyadors s'indiquen en negreta
| Millor pel·lícula - 120 Battements par minute de Robin Campillo, produït per Hugues Charbonneau i Marie-Ange Luciani - Ens veurem allà dalt d'Albert Dupontel, produït per Catherine Bozorgan - Barbara de Mathieu Amalric, produït per Patrick Godeau - Le Brio d'Yvan Attal, produït per Dimitri Rassam i Benjamin Elalouf - Patients de Grand Corps Malade i Mehdi Idir, produït per Éric et Nicolas Altmayer, Jean-Rachid Kallouche - Petit Paysan de Hubert Charuel, produït per Stéphanie Bermann i Alexis Dulguerian - C'est la vie de Éric Toledano i Olivier Nakache, produït per Nicolas Duval Adassovsky, Yann Zenou i Laurent Zeitoun | Millor director - Albert Dupontel per Ens veurem allà dalt - Robin Campillo per 120 Battements par minute - Mathieu Amalric per Barbara - Julia Ducournau per Grave - Hubert Charuel per Petit Paysan - Michel Hazanavicius per Le Redoutable - Éric Toledano i Olivier Nakache per C'est la vie |
| Millor actor - Swann Arlaud pel paper de Pierre a Petit Paysan - Daniel Auteuil pel paper de Pierre Mazard a Le Brio - Jean-Pierre Bacri pel paper de Max Angeli a C'est la vie - Guillaume Canet per son propre rôle a Coses de l'edat - Albert Dupontel pel paper d'Albert Maillard a Ens veurem allà dalt - Louis Garrel pel paper de Jean-Luc Godard a Le Redoutable - Reda Kateb pel paper de Django Reinhardt a Django | Millor actriu - Jeanne Balibar pel paper de la cantant Barbara a Barbara - Juliette Binoche pel paper d'Isabelle a Un beau soleil intérieur - Emmanuelle Devos pel paper d'Emmanuelle Blachey a Numéro une - Marina Foïs pel paper d'Olivia a L'Atelier - Charlotte Gainsbourg pel paper de Mina Kacew a Promesa a l'alba - Karin Viard pel paper de Nathalie Pécheux a Una mica gelosa - Doria Tillier pel paper de Sarah Adelman a Monsieur et Madame Adelman                                                                                             |
| Millor actor secundari - Antoine Reinartz pel paper de Thibault a 120 Battements par minute - Niels Arestrup pel paper de Marcel Péricourt a Ens veurem allà dalt - Laurent Lafitte pel paper d'Henri d’Aulnay-Pradelle a Ens veurem allà dalt - Gilles Lellouche pel paper de James a C'est la vie - Vincent Macaigne per son rôle de Julien a C'est la vie | Millor actriu secundària - Sara Giraudeau pel paper de Pascale a Petit Paysan - Laure Calamy pel paper de Maud a Ava - Anaïs Demoustier pel paper de Bérangère a La casa vora el mar - Adèle Haenel per son rôle de Sophie a 120 Battements par minute - Mélanie Thierry pel paper de Pauline a Ens veurem allà dalt |
| Millor actor revelació - Nahuel Pérez Biscayart pel seu paper de Sean a 120 Battements par minute - Benjamin Lavernhe pel paper de Pierre a C'est la vie - Finnegan Oldfield pel paper de Marvin Bijoux a Marvin ou la Belle Éducation - Pablo Pauly pel paper de Ben a Patients - Arnaud Valois pel paper de Nathan a 120 Battements par minute | Millor actriu revelació - Camélia Jordana pel seu paper de Neïla a Le Brio - Iris Bry pel paper de Francine a Les guardianes - Lætitia Dosch pel paper de Paula a Jeune Femme - Eye Haïdara pel paper d'Adèle a C'est la vie - Garance Marillier pel paper de Justine a Grave |
| Millor pel·lícula estrangera - Neliúbov (Нелюбовь) d'Andrei Zviàguintsev • - El Caire Confidencial (The Nile Hilton Incident) de Tarik Saleh • - Dunkerque de Christopher Nolan • - L'Échange des princesses de Marc Dugain • - La La Land de Damien Chazelle • - Noces de Stephan Streker • - The Square de Ruben Östlund • | Millor primera pel·lícula - Petit Paysan d'Hubert Charuel - Grave de Julia Ducournau - Jeune Femme de Léonor Serraille - Monsieur et Madame Adelman de Nicolas Bedos - Patients de Grand Corps Malade i Mehdi Idir |
| Millor guió original - 120 Battements par minute – Robin Campillo - Barbara – Mathieu Amalric i Philippe Di Folco - Grave – Julia Ducournau - Petit Paysan – Claude Le Pape i Hubert Charuel - C'est la vie – Éric Toledano i Olivier Nakache | Millor guió adaptat - Ens veurem allà dalt – Albert Dupontel i Pierre Lemaitre, segons la novel·la Au revoir là-haut de Pierre Lemaitre - Les guardianes – Xavier Beauvois i Frédérique Moreau, segons la novel·la Les Gardiennes d'Ernest Pérochon - Patients – Grand Corps Malade i Fadette Drouard, segons el llibre Patients de Grand Corps Malade - Promesa a l'alba – Éric Barbier i Marie Eynard, segons la novel·la La Promesse de l'aube de Romain Gary - Le Redoutable – Michel Hazanavicius, segons l'autobiografia Un an après d'Anne Wiazemsky |
| Millor música - 120 Battements par minute – Arnaud Rebotini - Ens veurem allà dalt – Christophe Julien - Grave – Jim Williams - Petit Paysan – Myd - Visages, Villages - Matthieu Chedid | Millor fotografia - Ens veurem allà dalt – Vincent Mathias - 120 Battements par minute – Jeanne Lapoirie - Barbara – Christophe Beaucarne - Les guardianes – Caroline Champetier - Le Redoutable – Guillaume Schiffman |
| Millor decorat - Ens veurem allà dalt – Pierre Quefféléan - 120 Battements par minute – Emmanuelle Duplay - Barbara – Laurent Baude - Promesa a l'alba – Pierre Renson - Le Redoutable – Christian Marti | Millor muntatge - 120 Battements par minute – Robin Campillo - Ens veurem allà dalt – Christophe Pinel - Barbara – François Gédigier - Petit Paysan – Julie Lena, Lilian Corbeille i Grégoire Pontécaille - C'est la vie – Dorian Rigal-Ansous |
| Millor so - Barbara – Olivier Mauvezin, Nicolas Moreau i Stéphane Thiébaut - 120 Battements par minute – Julien Sicart, Valérie de Loof i Jean-Pierre Laforce - Ens veurem allà dalt – Jean Minondo, Gurwal Coïc-Gallas, Cyril Holtz i Damien Lazzerini - Grave – Mathieu Descamps, Séverin Favriau i Stéphane Thiébaut - C'est la vie – Pascal Armant, Sélim Azzazi i Jean-Paul Hurier | Millor vestuari - Ens veurem allà dalt – Mimi Lempicka - 120 Battements par minute – Isabelle Pannetier - Barbara – Pascaline Chavanne - Les guardianes – Anaïs Romand - Promesa a l'alba – Catherine Bouchard |
| Millor curtmetratge - Les Bigorneaux d'Alice Vial - Le Bleu, blanc rouge de mes cheveux de Josza Anjembe - Debout Kinshasa ! de Sébastien Maître - Marlon de Jessica Palud - Les Misérables de Ladj Ly | Millor documental - I Am Not Your Negro de Raoul Peck - 12 jours de Raymond Depardon - En veu alta de Stéphane de Freitas - Carré 35 d'Éric Caravaca - Visages, Villages d'Agnès Varda i JR |
| Millor pel·lícula d'animació - La malvada guineu ferotge de Benjamin Renner i Patrick Imbert - Sahara de Pierre Coré - Zombillénium de Arthur de Pins i Alexis Ducord | Millor curtmetratge d'animació - Pépé le morse de Lucrèce Andreae - Le futur sera chauve de Paul Cabon - I Want Pluto to Be a Planet Again de Marie Amachoukeli i Vladimir Mavounia-Kouka - Le Jardin de minuit de Benoît Chieux |
| César d'honor - Penélope Cruz | César del públic - Raid dingue de Dany Boon |